# 64 스튜디오
64 스튜디오(64 Studio)는 데비안을 기반으로 만들어진 리눅스 배포판 운영 체제이다.